# Стюарт-Ани, Майкл
Майкл Стюарт-Ани (англ. Michael Stuart Ani) — американский писатель, музыкант и исследователь, известный тем, что жил среди народа яномама в тропических лесах Амазонии в 1980-х годах. В 1991 году он стал одним из основателей Фонда Амазонии и сотрудничал с несколькими антропологами, в частности с Наполеоном Шаньоном.